# Alpha Ethniki 1959-1960
L'Alpha Ethniki 1959-1960 fu la 24ª edizione della massima serie del campionato greco di calcio, la prima a girone unico, e si concluse con la vittoria del Panathīnaïkos, al suo quarto titolo.
Capocannoniere del torneo fu Kōstas Nestoridīs (AEK Atene), con 33 reti.

## Formula
Fu la prima edizione del campionato a girone unico: alle dieci squadre dell'anno prima, selezionate di diritto, si aggiunsero le vincitrici delle ultime qualificazioni regionali, due dal Nord del paese e quattro dal Centro-sud.
Le squadre partecipanti furono 16 e disputarono un girone di andata e ritorno per un totale di 30 partite con le ultime tre retrocesse in Beta Ethniki.
Il punteggio prevedeva tre punti per la vittoria, due per il pareggio e uno per la sconfitta, in modo da darne zero a chi non si presentasse.
La squadra campione fu ammessa alla Coppa dei Campioni 1960-1961.

## Squadre partecipanti
| Squadra                   | Città      | Stadio | Stagione 1958-1959 |
| ------------------------- | ---------- | ------ | ------------------ |
| AEK Atene                 | Atene      |        | 2°                 |
| Apollōn Kalamarias        | Kalamaria  |        | 9°                 |
| Apollōn Smyrnīs           | Atene      |        | Fase regionale     |
| Arīs Salonicco            | Salonicco  |        | 6°                 |
| Doxa Dramas               | Drama      |        | 5°                 |
| Ethnikos Pireo            | Pireo      |        | 7°                 |
| Īraklīs                   | Salonicco  |        | Fase regionale     |
| Megas Alexandros Katerini | Katerini   |        | Fase regionale     |
| Nikea                     | Nikea      |        | Fase regionale     |
| Olympiacos                | Pireo      |        | Campione di Grecia |
| Panathīnaïkos             | Atene      |        | 4°                 |
| Panaigialeios             | Egio       |        | 10°                |
| Paniōnios                 | Nea Smyrnī |        | 3º                 |
| Pankorinthiakos           | Corinto    |        | Fase regionale     |
| PAOK                      | Salonicco  |        | 8°                 |
| Proodeftikī               | Korydallos |        | Fase regionale     |

## Classifica finale
|                   | Pos. | Squadra                   | Pt | G  | V  | N  | P  | GF | GS | DR  |
| ----------------- | ---- | ------------------------- | -- | -- | -- | -- | -- | -- | -- | --- |
| Grecia (bandiera) | 1.   | Panathīnaïkos             | 79 | 30 | 22 | 5  | 3  | 59 | 20 | +39 |
|                   | 2.   | AEK Atene                 | 79 | 30 | 21 | 7  | 2  | 72 | 27 | +45 |
|                   | 3.   | Olympiacos                | 70 | 30 | 16 | 8  | 6  | 52 | 24 | +28 |
|                   | 4.   | Apollōn Smyrnīs           | 66 | 30 | 13 | 10 | 7  | 52 | 33 | +19 |
|                   | 5.   | Paniōnios                 | 64 | 30 | 14 | 6  | 10 | 46 | 31 | +15 |
|                   | 6.   | Doxa Dramas               | 60 | 30 | 11 | 8  | 11 | 47 | 41 | +6  |
|                   | 7.   | PAOK                      | 59 | 30 | 10 | 9  | 11 | 32 | 32 | 0   |
|                   | 8.   | Arīs Salonicco            | 59 | 30 | 10 | 9  | 11 | 31 | 35 | -4  |
|                   | 9.   | Proodeftikī               | 58 | 30 | 10 | 8  | 12 | 34 | 36 | -2  |
|                   | 10.  | Īraklīs                   | 58 | 30 | 9  | 10 | 11 | 29 | 34 | -5  |
|                   | 11.  | Apollōn Kalamarias        | 56 | 30 | 7  | 12 | 11 | 31 | 39 | -8  |
|                   | 12.  | Ethnikos Pireo            | 56 | 30 | 8  | 10 | 12 | 34 | 46 | -12 |
|                   | 13.  | Panaigialeios             | 55 | 30 | 9  | 7  | 14 | 26 | 43 | -17 |
|                   | 14.  | Pankorinthiakos           | 55 | 30 | 9  | 7  | 14 | 27 | 45 | -18 |
|                   | 15.  | Megas Alexandros Katerini | 47 | 30 | 4  | 9  | 17 | 27 | 60 | -33 |
|                   | 16.  | Nikea                     | 39 | 30 | 2  | 5  | 23 | 20 | 73 | -53 |

Legenda:

      Campione di Grecia
      Retrocesso in Beta Ethniki
Note:

Tre punti a vittoria, due a pareggio, uno a sconfitta.

### Spareggio
Panathinaikos e AEK terminarono il campionato a pari punti e disputarono lo spareggio in gara unica per l'assegnazione del titolo.
| Atene | Panathīnaïkos | 2 – 1 | AEK Atene |  |

### Verdetti
- Panathinaikos campione di Grecia 1959-60 e qualificato alla Coppa dei Campioni
- Olympiakos vince la Coppa di Grecia
- Pankorinthiakos, Megas Alexandros Katerini e AE Nikaia retrocesse in Beta Ethniki.